# Jürgen Oelschläger
Jürgen Oelschläger (* 29. September 1969 in Laufen; † 26. September 2004) war ein deutscher Motorradrennfahrer.

## Karriere
Jürgen Oelschläger bestritt sein erstes Motorradrennen im Alter von 21 Jahren auf dem temporären Kurs auf dem Flugplatz Speyer im Rahmen des Yamaha-Cups. Bereits im folgenden Jahr wurde er Vizemeister in dieser Nachwuchsklasse. Nach einem Intermezzo in der 250-cm³-Klasse der Deutschen Straßenmeisterschaft von 1994 bis 1996 wechselte Oelschläger 1997 in die Supersport-Kategorie. In der Saison 1999 wurde er hinter Markus Barth Zweiter in der Supersport-Gesamtwertung.
Nachdem er schon 1998 und 1999 als Wildcard-Pilot in der Supersport-Weltmeisterschaft angetreten war, startete Jürgen Oelschläger in der Saison 2000 zusammen mit Barth für Alpha Technik Yamaha in der Superbike-Weltmeisterschaft. Das deutsche Team setzte die Yamaha YZF-R7 ein. Mit Rang neun im ersten Rennen im niederländischen Assen als bestem Ergebnis beendete Oelschläger die Saison mit 14 Zählern auf Rang 35 der Gesamtwertung. 2001 kehrte der Bayer hauptamtlich in die Deutsche Supersport-Meisterschaft zurück. Ab 2003 trat er in der Superbike-Kategorie der mittlerweile als IDM firmierenden Deutschen Meisterschaft an. Mit vier Siegen auf einer Honda Fireblade im alpha Technik-Honda-Team beendete er die Saison als Gesamtfünfter.
In der IDM-Saison 2004 zählte Jürgen Oelschläger zu den Titelfavoriten und lieferte sich mit seinem alpha-Technik-Teamkollegen Michael Schulten, den Österreichern Robert Ulm und Andreas Meklau (beide Suzuki GSX-R 1000) und Philipp Hafeneger (Yamaha YZF-R1) einen harten Kampf um die Meisterschaft.
Beim IDM-Wochenende Mitte September 2004 in Oschersleben verunglückte Oelschläger schwer. Kurz nach dem Start des ersten Laufes kam er zu Sturz und wurde von einem nachfolgenden Fahrer überrollt, der im dichten Verkehr nicht ausweichen konnte. Oelschläger erlitt schwere innere Verletzungen und wurde in ein Krankenhaus in Halle eingeliefert. Zwei Wochen später, in der Nacht vom 25. auf den 26. September 2004 – am Wochenende des letzten Meisterschaftslaufes auf dem Hockenheimring – erlag er diesen Verletzungen.
Jürgen Oelschläger wurde 34 Jahre alt und hinterließ seine Ehefrau Silvia.